# ヴィウマ・ジ・オリヴェイラ
ヴィウマ・ジ・オリヴェイラ（Wilma de Oliveira）は、ブラジル・サンパウロ出身のブラジル人歌手。

## プロフィール
1969年、プロ・シンガーとしてデビュー。サンパウロの有名クラブで活躍。”オルフェウ・ネグロウ”、”ミュージック・ショー”などのメンバーとしてブラジル国内をツアー。その後、1970 - 1972年メキシコ、1972 - 1974年アカプルコで歌手として活動する。
小野リサの父に招聘され1986年来日。ブラジルライブハウス「サッシペレレ」でライブ活動を始める。レパートリーはボサノヴァ、サンバ、ショーロ、MPB、カーニヴァルのマルシャ、フレーヴォと300曲は越し、多くのブラジル音楽ファンにとってのリファレンスとなった。また、演奏活動をする傍ら、片山叔美、野沢知子をはじめ多くの日本人にボサノヴァ・サンバの発音指導を行う。
ポルトガル語が話せない日本人にも本格的な発音でブラジル音楽が歌えるようにと、カタカナ表記に太字（口を大きく開ける）、赤字（鼻から声を出す）、青字（喉から声を出す）、大文字、小文字で音量を表すなど、書式を駆使した歌詞カードを作成し、可能な限り本物のポルトガル語の発音に近づける独自のメソッドで幅広い層に歌唱・発音指導を行った。
2018年1月からサンパウロに戻り、変わらぬ美声を聴かせている。

## ディスコグラフィ
ボサ・ノヴァ・アフェア フィール・ソー・ナチュラル(ソニー・エンターテイメント, 1994)
ボサ・ノヴァ・アフェア フィール・ソー・クール(ソニー・エンターテイメント, 1994)
Cool Wave　～ボサノヴァ～ブラジルの嘆き(Tartaruga,1997)
Sabor do Brasil(バンダイ・ミュージック, 1998)
エコー・ダ・ボッサ　デュオ・フィーノ  with ホブソン・アマラウ(OMSGATOKI, 2007)
Esquina de SP（Saidera Record）
カルロス・リラに捧ぐ（コロンビア・ミュージック・エンターテイメント）
ボサノヴァ・ワークショップ(ビデオ, 自主制作, 2002)

### 参加
「ラグーナ 蒲郡」のテーマ ラグーナ・アズゥ(R2 Recorda, 2003)
コモエスタ・赤坂, ロス・インディオス
Conexion Goro Lava Ohtake 
Aile Alegria Goro Lava Ohtake 
Mundo Novo Goro Lava Ohtake 
4 vida Goro Lava Ohtake 
Carnaval! Brasília Bossa Cover Sonho
Sing Along! Dance Along! 6,7

## 共著
『すぐに歌えるボサノヴァ1,2』吉野幸子共著　※現在は在庫切れだが、共著者の吉野幸子がクラウドファンディングを通して2019年秋頃に再販予定。